# Stoletovo
Stoletovo (bulgariska: Столетово) är ett distrikt i Bulgarien.   Det ligger i kommunen Obsjtina Karlovo och regionen Plovdiv, i den centrala delen av landet, 110 km öster om huvudstaden Sofia.
Trakten runt Stoletovo består till största delen av jordbruksmark. Runt Stoletovo är det ganska tätbefolkat, med 58 invånare per kvadratkilometer.